# Axenstrasse
Axenstrasse är en 12 kilometer lång väg mellan Brunnen och Flüelen på östra stranden av Vierwaldstättersjöns sydöstra vik Urnersjön (ty. Urnersee) i centrala Schweiz.
Vägen går delvis genom tunnlar, insprängda i den branta och ur geologisk synpunkt intressanta klippväggen. I den mot sjön vettande sidan av tunnlarna har man sprängt ut öppningar för att erhålla en vacker utsikt över sjön och dess omgivningar.
Axenstrasse går mellan kantonen Schwyz i norr och kantonen Uri i söder.

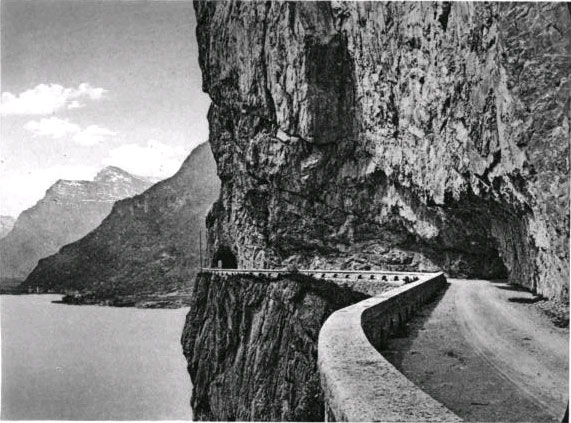
Axenstrasse, 1904.

Vägen började byggas år 1861 och när arbetet avslutades fyra år senare kunde man för första gången resa landvägen mellan Flüelen och Brunnen. Den har fått sitt namn efter en odlad terrass på 600 meters höjd mellan Flüelen och Sisikon nedanför berget  Rophaien, 2 078 m.ö.h. Vägen var avsedd för hästdragna vagnar och stora delar sprängdes ur berg av kalksten.

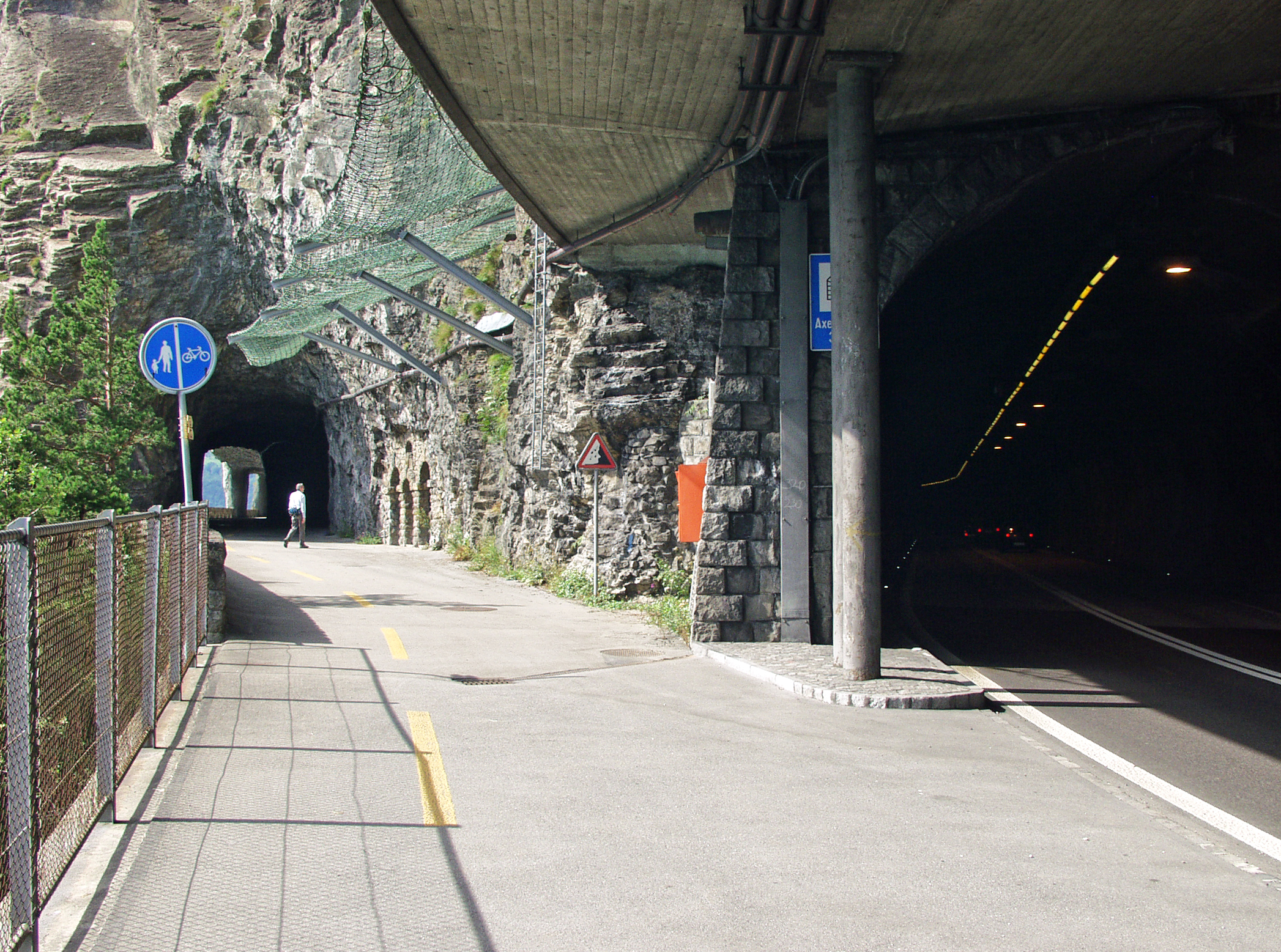
Den gamla vägen till vänster med biltrafiken i tunnel till höger.

På 1930-talet asfalterades vägen och anpassades till biltrafik och  delar av den ursprungliga sträckan  omvandlades till vandringsleder. Den har renoverats flera gånger sedan dess 
och 2021 börjar man bygga två nya tunnlar för att avlasta den gamla vägen.